# Underhill Stadium
Underhill Stadium – stadion piłkarski, zbudowany w 1907 roku. Obiekt jest siedzibą klubu piłkarskiego Barnet F.C. Stadion znajduje się w Underhill, Barnet (London Borough of Barnet) i ma pojemność 6200 osób. Obiekt wykorzystują również rezerwy Arsenalu .